# Palazzo Zani-Spadaro
Palazzo Zani-Spadaro è un edificio storico della città di Reggio Calabria che occupa parte dell'isolato ad angolo tra le vie Aschenez e Giulia. 
L'edificio, completato nel 1926, è stato progettato dall'ingegnere Gino Zani anche se il progetto porta la firma dell'ingegnere Pietro Spinelli e rappresenta uno degli esempi più significativi di architettura Liberty della città post terremoto. Attualmente è ad uso di civile abitazione. Il palazzo si articola su due piani, ha un impianto planimetrico di forma quadrangolare e vi si accede da due ingressi posti sui due prospetti attraverso una scala interna che serve gli appartamenti.

## Descrizione architettonica
Al piano terra le facciate si presentano con un basamento con motivi geometrici a rilievo per assorbire i dislivelli dell'andamento del terreno ai cui angoli sono collocati gli ingressi con arco a tutto sesto, e due finestre tripartite con colonnine, di cui quello principale affaccia su via Giulia. Le finestre sono architravate di forma rettangolare con particolari inferriate in ferro battuto in stile liberty.
Al primo piano in linea con i due ingressi corre ad angolo un balcone con balaustra con colonnine e aperture bifore e trifore con archi e per i restanti prospetti si ripetono aperture ad arco a tutto sesto talune complete di balcone della stessa tipologia di quello ad angolo. Lungo tutti i prospetti si sviluppa una fascia riccamente decorata con motivi floreali sovrastata dal cornicione e dagli elementi aggettanti delle falde che si chiudono con una balaustra rettilinea.

## La pietra artificiale
La pietra artificiale, ottenuta miscelando malta di cemento con sabbia ed inerti di marmo o travertino, è stata utilizzata soprattutto per i basamenti e per gli elementi decorativi, levigata e lucidata per le colonne ad imitazione del marmo. Alcuni edifici del Centro Storico come Palazzo Zani Spadaro o Villino Nesci, hanno una tale accuratezza e buona fattura della pietra artificiale da essere giunti ad oggi in ottime condizioni a distanza di quasi un secolo.